# Olympische Geschichte Tuvalus
| Gelbes Symbol für Goldmedaillen mit stilisierten Olympischen Ringen | Graues Symbol für Silbermedaillen mit stilisierten Olympischen Ringen | Braundes Symbol für Bronzemedaillen mit stilisierten Olympischen Ringen |
| ------------------------------------------------------------------- | --------------------------------------------------------------------- | ----------------------------------------------------------------------- |
| —                                                                   | —                                                                     | —                                                                       |

Tuvalu, dessen NOK, die Tuvalu Association of Sports and National Olympic Committee, 2004 gegründet wurde, nimmt seit 2008 an Olympischen Sommerspielen teil. An Winterspielen nahm bislang kein Athlet Tuvalus teil. Jugendliche Athleten wurden zu allen bislang ausgetragenen Jugend-Sommerspielen geschickt. Medaillen konnten die Athleten der Pazifikinseln nicht gewinnen.

## Allgemeine Übersicht

### Olympische Spiele
Die erste Olympiamannschaft Tuvalus bestand 2008 in Peking aus zwei Leichtathleten und einem Gewichtheber. In anderen Sportarten war Tuvalu bislang nicht vertreten.
Der Gewichtheber Logona Esau war am 11. August 2008 der erste Olympionike Tuvalus. Die erste Frau Tuvalus bei Olympischen Spielen war fünf Tage später die Sprinterin Asenate Manoa.

### Olympische Jugendspiele
Mit zwei Jugendlichen nahm Tuvalu an den Jugend-Sommerspielen 2010 in Singapur teil. Ein Junge und ein Mädchen traten in den Sportarten Leichtathletik und Badminton an.
2014 in Nanjing nahmen drei jugendliche Athleten, ein Junge und zwei Mädchen, teil. Sie traten in der Leichtathletik und im Beachvolleyball an.

## Übersicht der Teilnahmen

### Sommerspiele
| Jahr      | Athleten           | Athleten           | Athleten           | Sportarten         | Sportarten         | Medaillen          | Medaillen          | Medaillen          | Medaillen          | Rang               |
| Jahr      | Gesamt             |                    |                    |                    |                    |                    |                    |                    | Medaillen – Gesamt | Rang               |
| --------- | ------------------ | ------------------ | ------------------ | ------------------ | ------------------ | ------------------ | ------------------ | ------------------ | ------------------ | ------------------ |
| 1896–2004 | nicht teilgenommen | nicht teilgenommen | nicht teilgenommen | nicht teilgenommen | nicht teilgenommen | nicht teilgenommen | nicht teilgenommen | nicht teilgenommen | nicht teilgenommen | nicht teilgenommen |
| 2008      | 3                  | 2                  | 1                  | 1                  | 2                  |                    |                    |                    |                    |                    |
| 2012      | 3                  | 2                  | 1                  | 1                  | 2                  |                    |                    |                    |                    |                    |
| 2016      | 1                  | 1                  | 0                  |                    | 1                  |                    |                    |                    |                    |                    |
| 2020      | 2                  | 1                  | 1                  |                    | 2                  |                    |                    |                    |                    |                    |
| 2024      | 2                  | 1                  | 1                  |                    | 2                  |                    |                    |                    |                    |                    |
| Gesamt    | Gesamt             | Gesamt             | Gesamt             | Gesamt             | Gesamt             | 0                  | 0                  | 0                  | 0                  |                    |

### Winterspiele
| Jahr      | Athleten           | Athleten           | Athleten           | Sportarten         | Medaillen          | Medaillen          | Medaillen          | Medaillen          | Medaillen          |
| Jahr      | Gesamt             |                    |                    | Sportarten         |                    |                    |                    | Medaillen – Gesamt | Rang               |
| --------- | ------------------ | ------------------ | ------------------ | ------------------ | ------------------ | ------------------ | ------------------ | ------------------ | ------------------ |
| 1924–2022 | nicht teilgenommen | nicht teilgenommen | nicht teilgenommen | nicht teilgenommen | nicht teilgenommen | nicht teilgenommen | nicht teilgenommen | nicht teilgenommen | nicht teilgenommen |
| Gesamt    | Gesamt             | Gesamt             | Gesamt             | Gesamt             | 0                  | 0                  | 0                  | 0                  | -                  |

### Jugend-Sommerspiele
| Jahr   | Athleten | Athleten | Athleten | Sportarten | Sportarten | Sportarten | Medaillen | Medaillen | Medaillen | Medaillen          | Rang |
| Jahr   | Gesamt   |          |          |            |            |            |           |           |           | Medaillen – Gesamt | Rang |
| ------ | -------- | -------- | -------- | ---------- | ---------- | ---------- | --------- | --------- | --------- | ------------------ | ---- |
| 2010   | 2        | 1        | 1        | 1          |            | 1          |           |           |           |                    |      |
| 2014   | 3        | 2        | 1        |            | 2          | 1          |           |           |           |                    |      |
| 2018   | 1        | 1        | 0        |            |            | 1          |           |           |           |                    |      |
| Gesamt | Gesamt   | Gesamt   | Gesamt   | Gesamt     | Gesamt     | Gesamt     | 0         | 0         | 0         | 0                  |      |

### Jugend-Winterspiele
| Jahr      | Athleten           | Athleten           | Athleten           | Sportarten         | Medaillen          | Medaillen          | Medaillen          | Medaillen          | Medaillen          |
| Jahr      | Gesamt             |                    |                    | Sportarten         |                    |                    |                    | Medaillen – Gesamt | Rang               |
| --------- | ------------------ | ------------------ | ------------------ | ------------------ | ------------------ | ------------------ | ------------------ | ------------------ | ------------------ |
| 2012–2024 | nicht teilgenommen | nicht teilgenommen | nicht teilgenommen | nicht teilgenommen | nicht teilgenommen | nicht teilgenommen | nicht teilgenommen | nicht teilgenommen | nicht teilgenommen |
| Gesamt    | Gesamt             | Gesamt             | Gesamt             | Gesamt             | 0                  | 0                  | 0                  | 0                  | -                  |

## Medaillengewinner

### Goldmedaillen
Bislang (Stand 2024) keine Goldmedaille

### Silbermedaillen
Bislang (Stand 2024) keine Silbermedaille

### Bronzemedaillen
Bislang (Stand 2024) keine Bronzemedaille